# Hipotalamus
Hipotalamus je majhno področje na bazi možganov, nad križiščem vidnih živcev (chiasma opticum) in hipofizo; s številnimi živčnimi potmi je povezan z višjimi centri. 

## Vloge hipotalamusa
- hranjenje (center za lakoto in sitost, center za žejo)
- bioritmika (center za dnevno bioritmiko)
- obnašanje (agresivnost, spanje in budnost)
- uravnavanje telesne temperature
- vodenje delovanja avtonomnega živčevja
- povezava med živčnim in hormonalnim sistemom; sprejemanje živčnih dražljajev iz osrednjega živčevja in posredovanje hormonskih dražljajev v hipofizo.

V hipotalamusu so nevrosekretorne celice (spremenjene živčne celice, ki namesto transmiterjev izločajo hormone), ki izločajo hormone:
- magnocelularne celice: velike celice v periventrikularem in supraoptičnem jedru; celice so dveh tipov: ene izločajo oksitocin, druge vazopresin; hormona izločajo živčni končiči teh celic, ki vodijo do nevrohipofize
- parcivelularne sekretorne celice: so manjše, v preoptičnem področju, ventromedialnem jedru, nucleusu arcuatusu in drugih področjih hipotalamusa, deloma tudi v paraventrikularnem in deloma v supraoptičnem jedru ( v večji meri ga sestavljajo magnocelularne celice); aksoni vodijo do eminence mediane, kjer odpuščajo hormone v primarni krvni pletež, od tod pa v portalni krvni obtok hipofize.

Poti delovanja hipotalamusa:
1. hipotalamus - hipofiza - ščitnica
2. hipotalamus - hipofiza - skorja nadledvične žleze
3. hipotalamus - hipofiza - spolne žleze

Način delovanja na izločanje hormonov hipofize:
- pospeševanje izločanja hormonov - sproščevalni hormoni
- zaviranje izločanja hormonov - zaviralni hormoni

## Hipotalamični hormoni
1. sproščevalni hormon somatotropina, somatoliberin ali somatokrinin (angleško growth hormone releasing hormone, kratica GHRH) - pospešuje izločanje rastnega hormona v hipofizi
2. zaviralni hormon somatotropina ali somatostatin (angleško growth hormone inhibiting hormone, kratica GHIH) - zavira izločanje rastnega hormona v hipofizi
3. sproščevalni hormon kortikotropina ali kortikoliberin (angleško corticotropin releasing hormone, kratica CRH)- pospešuje izločanje kortikotropina v hipofizi
4. sproščevalni hormon tirotropina, tiroliberin (angleško thyrotropin releasing hormone, kratica TRH) - pospešuje izločanje tirotropina v hipofizi
5. sproščevalni hormon gonadotropinov, gonadoliberin (angleško gonadotropins releasing hormone, kratica GnRH) - pospešuje izločanje gonadotropinov v hipofizi
6. sproščevalni hormon prolaktina (angleško prolactin releasing hormone, kratica PRH) - pospešuje izločanje prolaktina v hipofizi
7. zaviralni hormon prolaktina (angleško prolactin inhibiting hormone, PIH) - zavira izločanje prolaktina v hipofizi
8. sproščevalni hormon melanotropina (angleško melanotropin releasing hormone, kratica MSH-RH)
9. zaviralni hormon melanotropina (angleško melanotropin inhibiting hormon, kratica MSH-IH)
10. oksitocin - prehaja v hipofizo po živčni poti
11. antidiuretični hormon ali adiuretin (vazopresin, kratica ADH) - prehaja v hipofizo po živčni poti
12. drugi hormoni živčnega sistema